# Raków Częstochowa
Raków Częstochowa je polský fotbalový klub z města Čenstochová. Od sezony 2019/20 hraje nejvyšší polskou soutěž, Ekstraklasu, kde již působil v letech 1994–1998. Kapitánem Rakówa byl český obránce Tomáš Petrášek. Je držitelem Polského fotbalového poháru 2020/21 a 2021/22.

## Úspěchy

### Domácí
- 1× vítěz Ekstraklasy (2022/23)
- 2× vítěz polského fotbalového poháru (2020/21, 2021/22)[2]
- 2× vítěz polského Superpoháru (2021, 2022)[3]

## Soupiska

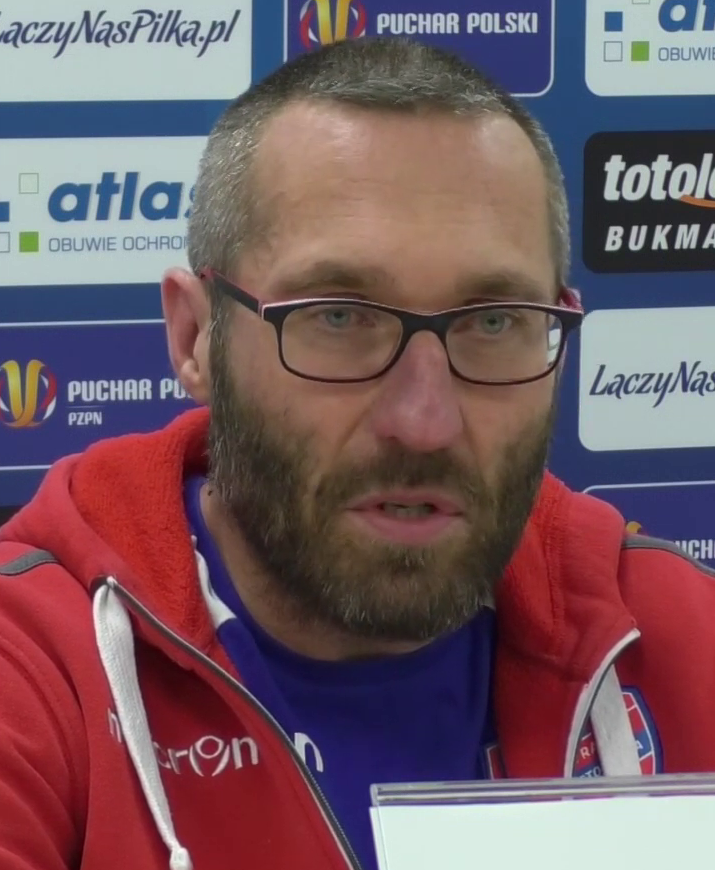
Marek Papszun – trenér v letech 2016–2023 a znovu od sezóny 2024/25

K 7. srpnu 2022
| Číslo |                     | Pozice | Hráč                                        |
| ----- | ------------------- | ------ | ------------------------------------------- |
| 1     | Bosna a Hercegovina | B      | Vladan Kovačević                            |
| 2     | Česko               | O      | Tomáš Petrášek                              |
| 3     | Srbsko              | O      | Milan Rundić                                |
| 4     | Řecko               | O      | Stratos Svarnas (na hostování z AEK Athény) |
| 5     | Švédsko             | Z      | Gustav Berggren                             |
| 6     | Polsko              | O      | Andrzej Niewulis                            |
| 7     | Chorvatsko          | Z      | Fran Tudor                                  |
| 8     | Polsko              | Z      | Ben Lederman                                |
| 9     | Polsko              | Ú      | Sebastian Musiolik                          |
| 10    | Polsko              | Z      | Igor Sapała                                 |
| 11    | Španělsko           | Z      | Ivi                                         |
| 12    | Polsko              | B      | Kacper Trelowski                            |
| 14    | Polsko              | Z      | Daniel Szelągowski                          |
| 16    | Polsko              | O      | Oskar Krzyżak                               |
| 17    | Polsko              | Z      | Mateusz Wdowiak                             |
| 19    | Austrálie           | O      | Jordan Courtney-Perkins                     |
| 21    | Lotyšsko            | Ú      | Vladislavs Gutkovskis                       |

| Číslo |             | Pozice | Hráč                                      |
| ----- | ----------- | ------ | ----------------------------------------- |
| 22    | Rumunsko    | Z      | Deian Sorescu                             |
| 23    | Polsko      | Z      | Patryk Kun                                |
| 24    | Chorvatsko  | O      | Zoran Arsenić                             |
| 25    | Rumunsko    | O      | Bogdan Racovițan                          |
| 27    | Polsko      | Z      | Bartosz Nowak                             |
| 29    | Polsko      | B      | Xavier Dziekoński                         |
| 30    | Ukrajina    | Z      | Vladyslav Kocherhin                       |
| 55    | Polsko      | Z      | Szymon Czyż                               |
| 66    | Řecko       | Z      | Giannis Papanikolaou                      |
| 70    | Portugalsko | Z      | Fábio Sturgeon                            |
| 71    | Polsko      | Z      | Wiktor Długosz                            |
| 73    | Bělorusko   | Ú      | Ilya Shkurin (na hostování z CSKA Moskva) |
| 77    | Polsko      | Z      | Marcin Cebula                             |
| 88    | Gruzie      | Z      | Valerian Gvilia                           |
| 89    | Portugalsko | Ú      | Pedro Vieira                              |
| 99    | Polsko      | Ú      | Fabian Piasecki                           |

## Češi v klubu
Aktuální k 15. 10. 2020
| Jméno          | Období    | Z   |                           |
| -------------- | --------- | --- | ------------------------- |
| Daniel Bartl   | 2018–2021 | 61  |                           |
| Tomáš Petrášek | 2016–2023 | 121 | Od roku 2019 kapitán týmu |
| Petr Schwarz   | 2018–2021 | 93  |                           |